# Panavision
Panavision este o companie americană de echipamente cinematografice specializată în camere de filmat și lentile fotografice, cu sediul în Woodland Hills, California, Statele Unite ale Americii. Fondată de Robert Gottschalk ca un mic parteneriat pentru a crea lentile de proiecție anamorfică în timpul exploziei filmelor cu ecran lat din anii '50, Panavision și-a extins liniile de producție pentru a satisface cerințele noilor producători de film. Compania și-a lansat primele produse în 1954. Inițial, furnizor de accesorii CinemaScope, linia de produse a lentilelor anamorfe cu ecran lat a devenit în curând liderul industriei. În 1972, Panavision a ajutat la revoluționarea producției cinematografice cu camera video Panaflex de 35 mm ușoară. Compania a introdus si alte camere revolutionare precum Millennium XL (1999) si video digital Genesis (2004).
Panavision operează exclusiv ca o facilitate de închiriere - compania deține întregul său inventar, spre deosebire de majoritatea concurenților săi.

## Istoric
Robert Gottschalk a fondat Panavision la sfârșitul anului 1953 în parteneriat cu Richard Moore, Meredith Nicholson, Harry Eller, Walter Wallin și William Mann; compania a fost înființată oficial în 1954. Panavision a fost înființat în principal pentru fabricarea de anamorfă proiecții pentru a satisface cerințele în creștere ale cinematografelor care prezintă filme CinemaScope [3]. La momentul formării lui Panavision, Gottschalk deținea un magazin de aparate foto în Westwood Village, California, unde mulți dintre clienții săi erau cinematografi. [4] Cu câțiva ani mai devreme, el și Moore - care lucrau împreună cu el la magazinul de aparate foto - au experimentat fotografierea subacvatică; Gottschalk a devenit interesat de tehnologia lentilelor anamorfice, care i-au permis să obțină un câmp larg de vedere din locuința sa de camera subacvatică. [5] Tehnologia a fost creată în timpul primului război mondial pentru a spori câmpul vizual al periscopilor rezervorului; imaginea periscopului a fost "orizontală" prin lentila anamorfă. După ce a fost scos de un element optic anamorfic complementar, operatorul rezervorului ar putea vedea dublul câmpului orizontal de vedere fără distorsiuni semnificative. [4] Gottschalk și Moore au cumpărat unele dintre aceste lentile de la C.P. Goerz, o companie de optică din New York, pentru a fi utilizate în fotografia lor subacvatică. Pe măsură ce filmarea pe scară largă a devenit populară, Gottschalk a văzut o oportunitate de a oferi lentile anamorfe industriei de film - mai întâi pentru proiectoare și apoi pentru camere. Nicholson, un prieten al lui Moore, a început să lucreze ca cameraman la testele timpurii ale fotografiei anamorfe.

### Videoclipuri
- Canalul oficial de YouTube al Panavision (în engleză)